# Bolanosa coulteri
 Bolanosa coulteri  A.Gray, 1850 è una pianta angiosperma dicotiledone della famiglia delle Asteraceae. Bolanosa coulteri è anche l'unica specie del genere Bolanosa  A.Gray, 1852.

## Etimologia
Il nome scientifico del genere è stato definito per la prima volta dal botanico Asa Gray (1810-1888) nella pubblicazione Smithsonian Contributions to Knowledge. Washington, DC (Smithsonian Contr. Knowl. 3 (Art. 5): 198) del 1850. Il nome scientifico del genere è stato definito dallo stesso botanico nella pubblicazione Smithsonian Contributions to Knowledge. Washington, DC (Smithsonian Contr. Knowl. 3(5): 82 - 1852).

## Descrizione
Il portamento delle piante di questa voce è erbaceo perenne con rizomi. La pubescenza è fatta di semplici peli. Gli organi interni di queste piante contengono lattoni sesquiterpenici.
Le foglie lungo il fusto sono disposte in modo alterno e sono sessili. La lamina è intera, con forme da lineari a lanceolata. Le venature sono pennate.
Le infiorescenze sono di tipo corimboso, terminale o ascellare, formate da alcuni capolini. Frammisti ai capolini possono essere presenti delle brevi brattee. La struttura dei capolini è quella tipica delle Asteraceae: un peduncolo sorregge un involucro composto da circa 40 brattee disposte su circa 3 serie che fanno da protezione al ricettacolo sul quale s'inseriscono i fiori di tipo tubuloso. Le brattee, persistenti, in genere si dividono in esterne e interne; quelle esterne sono tomentose a consistenza fogliosa, quelle interne sono più scariose e rossicce all'apice. Il ricettacolo, con guaina, è provvisto di pagliette.
I fiori, circa 45 per capolino, sono tetra-ciclici (ossia sono presenti 4 verticilli: calice – corolla – androceo – gineceo) e pentameri (ogni verticillo ha in genere 5 elementi). I fiori sono inoltre ermafroditi e actinomorfi (raramente possono essere zigomorfi).
- Formula fiorale:

*/x K {\displaystyle \infty }, [C (5), A (5)], G 2 (infero), achenio
- Calice: i sepali del calice sono ridotti ad una coroncina di squame.
- Corolla: la corolla, formata da un tubo imbutiforme terminanti in 5 lobi, può essere pubescente o glabra. Il colore varia da lavanda a biancastro.
- Androceo: gli stami sono 5 con filamenti liberi e distinti, mentre le antere sono saldate in un manicotto (o tubo) circondante lo stilo.[12] Le appendici delle antere sono sclerificate e glabre (e senza ghiandole). Le teche delle antere sono caudate con basi arrotondate. Il polline è tricolporato (con tre aperture sia di tipo a fessura che tipo isodiametrica o poro) ed echinato (con punte) ma non "lophato".[13]
- Gineceo: lo stilo è filiforme con base nodosa. Gli stigmi dello stilo sono due lunghi e divergenti; sono sottili, pelosi (peli a spazzola) e con apice acuto. L'ovario è infero uniloculare formato da 2 carpelli. Gli stigmi hanno la superficie stigmatica interna (vicino alla base).[14]

I frutti sono degli acheni con pappo. Gli acheni, a forma più o meno cilindrica, hanno 6 - 7 coste con superficie setolosa. All'interno si può trovare del tessuto di tipo idioblasto e rafidi allungati; non è presente il tessuto tipo fitomelanina. Nella zona apicale dell'achenio non è presente l'anello per il posizionamento del pappo che è formato da setole disposte su una lunga singola riga. Le setolo, facilmente decidue e usualmente non sclerificate alla base, sono ampie e colorate di biancastro.

## Biologia
- Impollinazione: l'impollinazione avviene tramite insetti (impollinazione entomogama tramite farfalle diurne e notturne).
- Riproduzione: la fecondazione avviene fondamentalmente tramite l'impollinazione dei fiori (vedi sopra).
- Dispersione: i semi (gli acheni) cadendo a terra sono successivamente dispersi soprattutto da insetti tipo formiche (disseminazione mirmecoria). In questo tipo di piante avviene anche un altro tipo di dispersione: zoocoria. Infatti gli uncini delle brattee dell'involucro si agganciano ai peli degli animali di passaggio disperdendo così anche su lunghe distanze i semi della pianta.

## Distribuzione e habitat
La distribuzione delle piante di questa voce è relativa al Messico.

## Tassonomia
La famiglia di appartenenza di questa voce (Asteraceae o Compositae, nomen conservandum) probabilmente originaria del Sud America, è la più numerosa del mondo vegetale, comprende oltre 23 000 specie distribuite su 1 535 generi, oppure 22 750 specie e 1 530 generi secondo altre fonti (una delle checklist più aggiornata elenca fino a 1 679 generi). La famiglia attualmente (2021) è divisa in 16 sottofamiglie.

### Filogenesi
Le specie di questo gruppo appartengono alla sottotribù Leiboldiinae descritta all'interno della tribù Vernonieae Cass. della sottofamiglia Vernonioideae Lindl.. Questa classificazione è stata ottenuta ultimamente con le analisi del DNA delle varie specie del gruppo. Da un punto di vista filogenetico in base alle ultime analisi sul DNA la tribù Vernonieae è risultata divisa in due grandi cladi: Muovo Mondo e Vecchio Mondo. I generi di Leiboldiinae sono posizionati in un piccolo subclade centro-americano tra i cladi del Nuovo e Vecchio Mondo. Nelle varie analisi filogenetiche questa sottotribù è risultata la prima a separarsi dal gruppo del Nuovo Mondo.
La sottotribù, e quindi i suoi generi, si distingue per i seguenti caratteri:
- queste piante contengono sesquiterpeni glicosidi;
- la pubescenza è fatta di peli semplici;
- gli acheni sono privi di fitomelanina
- l'areale di questo gruppo è il Messico e l'America Centrale.

In precedenza la tribù Vernonieae, e quindi la sottotribù (Leiboldiinae) di questo genere, era descritta all'interno della sottofamiglia Cichorioideae.
I caratteri distintivi per le specie di questo genere (Bolanosa) sono:
- il ricettacolo ha le pagliette;
- nella zona apicale dell'achenio non è presente l'anello per il posizionamento del pappo;
- il pappo possiede una sola lunga riga di setole bianche;
- lo stilo possiede alla base un distinto nodo.

### Sinonimi
Sono elencati alcuni sinonimi per questa entità:
- Cacalia bolleana (Sch.Bip. ex Seem.) Kuntze
- Vernonia bolleana  Sch.Bip.
- Vernonia coulteri  (A.Gray) B.L.Turner
- Vernonia floccosa  M.E.Jones